# Alva Belmont
Pour les articles homonymes, voir Belmont.
Alva Erskine Belmont ou Alva Vanderbilt, née Alva Erskine Smith le 17 janvier 1853 et morte le 26 janvier 1933, est une multimillionnaire américaine et l'une des figures de proue du mouvement de défense de droit de vote des femmes.
Pendant la période dite de l'Âge d'or (Gilded Age), Alva Belmont fait construire des propriétés fastueuses et organise un événement mondain spectaculaire pour faire entrer la famille Vanderbilt parmi la haute société.
À la mort de son second mari, elle engage ses fonds, son énergie et son influence pour le droit de vote des femmes. Elle participe, dirige ou anime des associations ; elle préside le National Woman's Party (NWP) et finance son siège social à New York.

## Biographie

### Enfance
Alva Belmont naît le 17 janvier 1853 à Mobile (Alabama). C'est la fille de Murray Forbes Smith (en), un marchand de coton du Sud, et de Phoebe Ann Desha, ainsi que la petite-fille de Robert Desha. Sa sœur Jennie épouse Fernando Yznaga (en) (frère de Consuelo Yznaga (en), duchesse de Manchester), puis William George Tiffany.
En 1857, la famille Smith va s'installer à Madison Square (New York), puis voyage en Europe après la Guerre de Sécession. Alva Belmont, sa mère et ses sœurs s'installent à Paris. Ils reviennent à New York pour les débuts dans le monde d'Alva Belmont.

### La Haute société de l'Âge d'or

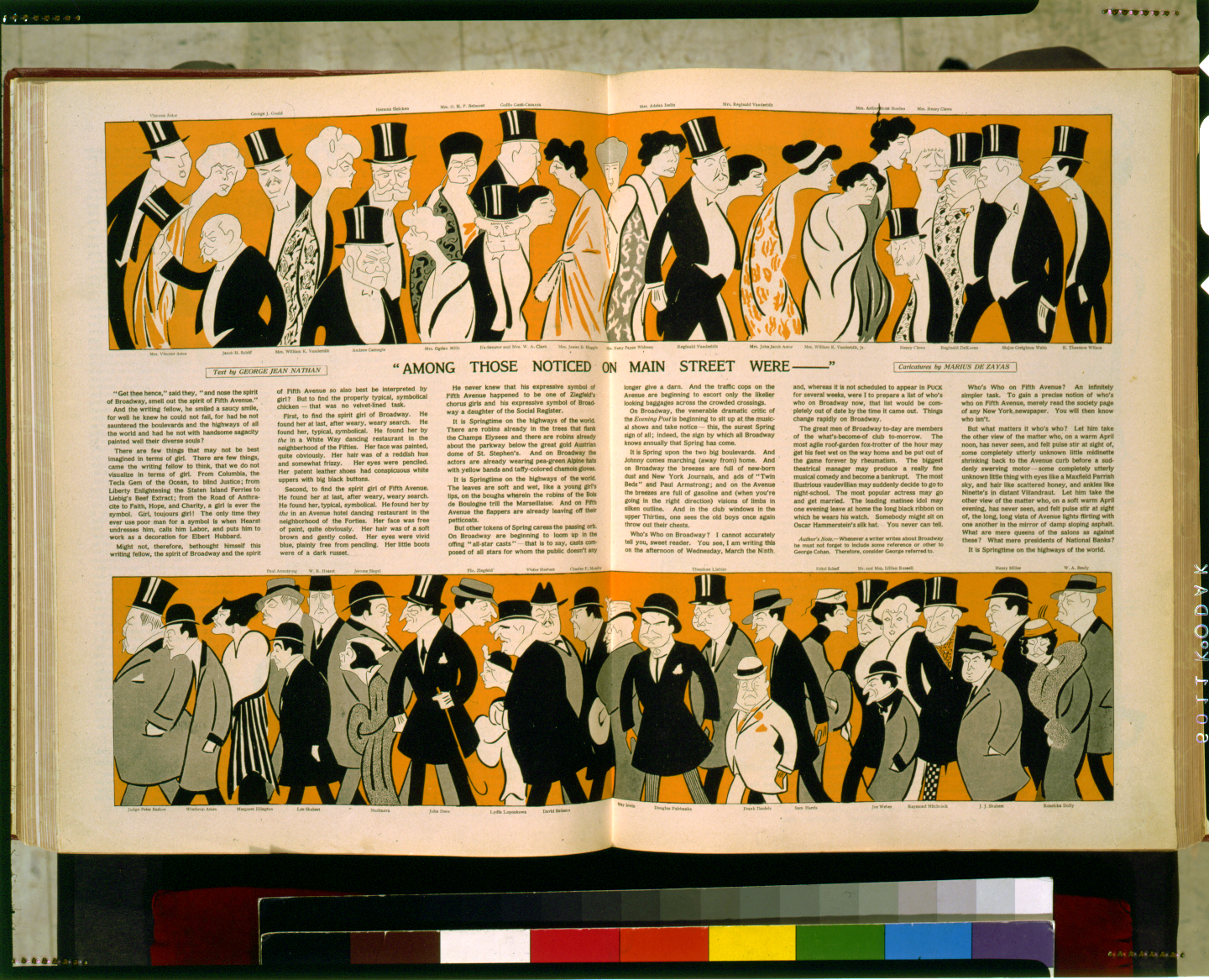
Among those noticed on Main Street were - Caricatures de Marius de Zayas

Pendant la période dite de l'Âge d'or (Gilded Age), la famille Vanderbilt est mal vue des Astor et des MacAllister, qui sont à la tête de la société mondaine new-yorkaise. Afin d'être acceptée parmi les « 400 familles » Alva Vanderbilt organise une somptueuse soirée costumée le 26 mars 1883 à laquelle sont conviées 1 200 personnes et qui aura coûté l'équivalent de 6 millions de dollars de 2021. Ceci marque un tournant dans cette haute société, où la fortune prime désormais sur le nom de famille.
Alva Belmont fait construire des résidences somptueuses : 660 Fifth Avenue, à New York, une maison de 3 millions de dollars ; Marble House située au 596 Bellevue Avenue à Newport, dans le Rhode Island ; Idelhour à Oakdale, Long Island ; Beacon Towers, Long Island, en 1917-1918.

### Suffragette
À la mort de son mari Olivier Belmont en 1908, elle s'engage pour le droit de vote des femmes.
En 1909, elle assiste à une conférence d'Ida Husted Harper qui marque le début de son engagement. Elle soutient la grève des ouvrières de la confection à New York à laquelle participent environ 20 000 grévistes (1909-1910). Elle paye la caution des piquets de grève qui ont été arrêtés et un rassemblement à l'hippodrome de la ville avec Anna Howard Shaw, présidente de la NAWSA. En 1909, elle rejoint l'organisation et participe à la conférence de l'Alliance internationale pour le suffrage des femmes à Londres comme déléguée de New York. Elle s'inspire du militantisme radical d'Emmeline Pankhurst et, à son retour à New York, elle finance l'installation des bureaux de la NAWSA sur Fifth Avenue et fonde le National Press Bureau de l'organisation dirigé par Ida Husted Harper.
En 1911, elle déclare au magazine World Today : « Les hommes et les femmes sont égaux seulement quand leurs opportunités de faire le bien sont égales ». Elle publie des articles sur le suffrage dans Harper's Bazaar, Collier's, Forum, North American Review, Ladie's Home Journal.
Alva Belmont prononce aussi cette phrase : « Pray to God, She will Help You. » (« Priez Dieu, Elle vous aidera. »).
Elle fonde également la Political Equity League, qu'elle préside. Elle soutient le Congressional Union for Women Suffrage (CU), organisé par Alice Paul et Crystal Eastman, lorsque l'organisation se sépare de la NAWSA en 1913. La Political Equity League d'Alva Belmont rejoint alors la CU.

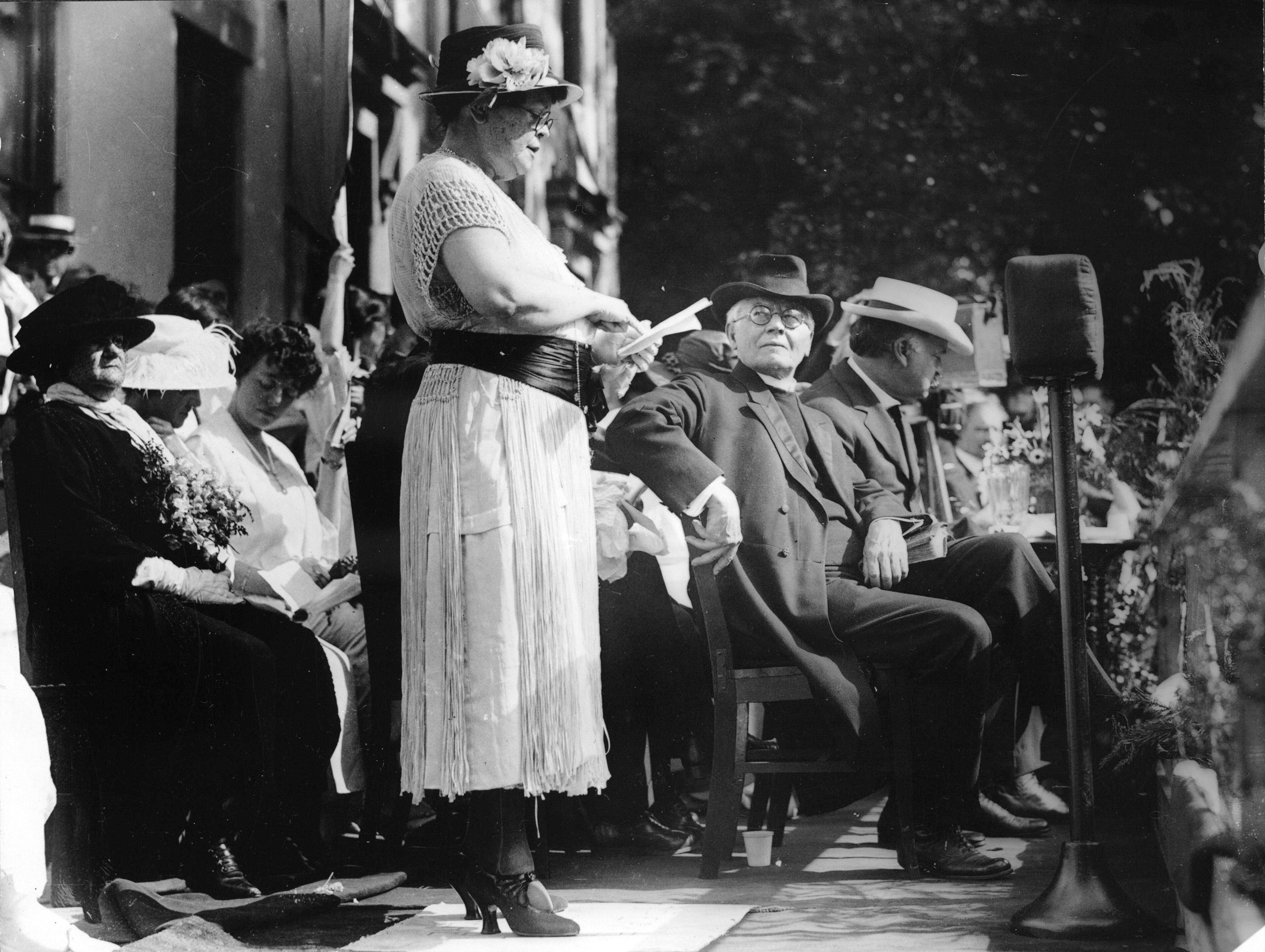
Alva Belmont le 21 mai 1922.

En 1915, elle aide le Woman's Party of Voters à s'implanter dans douze États. En mars 1917, cette association fusionne avec le CU pour former le National Woman's Party (NWP). Alva Belmont en est la présidente jusqu'à la fin de sa vie,.
En 1916, elle écrit avec Elsa Maxwell une opérette sur le suffrage, Melinda and Her Sisters.
Elle achète un immeuble à proximité du Capitole à Washington et en fait don à la NWP pour son siège social. Sewall-Belmont House and Museum abrite toujours l'association et est ouvert au public.

### Vie privée
En 1875, elle épouse en premières noces avec William Kissam Vanderbilt, avec lequel elle a trois enfants (Consuelo Vanderbilt, William Kissam Vanderbilt II et Harold Stirling Vanderbilt). Alva Belmont divorce pour cause d'adultère en 1895 et reçoit en compensation environ 10 millions de dollars. L'année suivante, elle se marie avec le banquier Oliver Hazard Perry Belmont.
Alva Belmont marie sa fille Consuelo Vanderbilt à Charles Spencer-Churchill (9e duc de Malborough).
Son fils William Kissam Vanderbilt II fait baptiser Alva le yacht de 80 m qu'il fait construire, en son honneur. Transformé en canonnière, il est coulé en 1943.
Dans les années 1920, Alva Belmont réside la plupart du temps en France. En 1932, elle souffre d'une maladie pulmonaire qui la laisse à moitié paralysée. Elle meurt à Paris et elle est enterrée aux côtés de son mari Oliver Belmont au Woodlawn Cemetery, à New York. Des personnalités engagées pour les droits civiques assistent à ses funérailles.
La correspondance d'Alva Belmont est éditée par Adam Matthew Digital, Marlborough, Wiltshire.